# Harriet Zuckerman
Harriet Anne Zuckerman (* 19. Juli 1937 in New York City) ist eine US-amerikanische Soziologin.

## Leben
Zuckerman wurde an der Columbia University promoviert. Später war sie Professorin für Soziologie an der Columbia University und leitete von 1978 bis 1982 die dortige Abteilung. 1991 wurde sie emeritiert. Ihr Hauptarbeitsgebiet war die Wissenschaftssoziologie. Von 1991 bis 2013 war sie Senior Vice President der Andrew W. Mellon Foundation. 1985 wurde sie zum Fellow der American Academy of Arts and Sciences gewählt. Seit 1996 ist sie gewähltes Mitglied der American Philosophical Society. Von 2006 bis 2012 war sie Vizepräsidentin dieser Gesellschaft.

## Privates
Sie war mit Robert K. Merton verheiratet.

## Wissenschaftliche Arbeiten
Gemeinsam mit ihrem Ehemann Robert K. Merton entwickelte sie die Theorie des Matthäus-Effekts, wurde aber dafür nicht namentlich bekannt. In einem Essay über den Matthäus-Effekt bemerkt Robert K. Merton, dass er selbst sich so intensiv auf Arbeiten seiner Mitarbeiterin und späteren Frau gestützt habe, dass der von ihm 1968 veröffentlichte Artikel The Matthew Effect in Science unter ihrer beider Namen hätte veröffentlicht werden müssen. Zuckerman war somit Leidtragende des gegensätzlichen Phänomens, des Matilda-Effekts.

## Schriften (Auswahl)
- H. Zuckerman: Nobel laureates in science: Patterns of productivity, collaboration, and authorship. In: American Sociological Review. Band 32, Nr. 3, 1967, S. 391–403.
- H. Zuckerman: Stratification in American science. In: Sociological Inquiry. Band 40, Spring, 1970, S. 235–257.
- H. Zuckerman, R. K. Merton: Age, aging and age structure in science. In: M. W. Riley, M. Johnson (Hrsg.): A theory of age stratification (= Aging and Society). Band III. Russell Sage Foundation, New York 1972, S. 292–356.
- Harriet Zuckerman, Jonathan R. Cole: Women in American science. In: Minerva. Band 13, Nr. 1, 1975, S. 82–102.
- H. Zuckerman: Scientific elite: Nobel laureates in the United States. Free Press, New York 1977.
- H. Zuckerman, J. R. Cole, J. T. Bruer (Hrsg.): The outer circle: Women in the scientific community. W. W. Norton, New York 1991.
- H. Zuckerman: Die Werdegänge von Nobelpreisträgern. In: P. H. Hofschneider, K. U. Mayer (Hrsg.): Generationsdynamik und Innovation in der Grundlagenforschung. Band 3. Max-Planck-Gesellschaft, 1990, ISSN 0341-7778, S. 45–65.